# Portal Europeo de la Juventud
El Portal Europeo de la Juventud es un sitio web en varios idiomas dirigido a personas jóvenes en Europa y proporcionando el acceso a información europea y nacional relacionada con la juventud.

## Objetivos
El objetivo del Portal Europeo de la Juventud es proporcionar a las personas jóvenes (entre 13 y 30 años) que residan en Europa con información y oportunidades en una gama amplia de temas basada en la Estrategia de Juventud de la UE, incluyendo educación, empleo, participación, cultura, inclusión social, salud, movilidad y voluntariado. Uno de sus puntos fuertes es que este contenido está proporcionado a nivel europeo y nacional a través de una colaboración entre la Comisión Europea y Eurodesk, y está disponible en 27 lenguas diferentes.